# Haritz Albisua
Haritz Albisua Laskurain (Soraluze, Guipúzcoa, 1 de octubre de 1992) es un futbolista español que juega en la posición de centrocampista en el CD Alcoyano de la Primera Federación.

## Trayectoria
Es un jugador formado en la cantera del SD Eibar. En la temporada 2011/2012 jugó en el segundo equipo del Eibar y la temporada siguiente estuvo jugando en el Elgoibar cedido por el Eibar. En la temporada 2013/2014 fichó por el Portugalete y al año siguiente por el Barakaldo.
Albisua fichó por el Barakaldo en 2014 y un año después renovó por el mismo equipo. En la segunda temporada estuvo a punto de ascender a Segunda A y fue considerado por la afición el mejor jugador del equipo en dicha temporada, disputando 33 partidos y 27 de titular.
En julio de 2016, firma por La Hoya Lorca Club de Fútbol tras su buen hacer en el cuadro de Lasesarre que le llevó después a Segunda, y durante la temporada 2016-17 sería cedido al UE Lleida.
En noviembre de 2018, tras quedar libre del conjunto lorquino, llega al Unionistas de Salamanca Club de Fútbol para convertirse en una pieza importante del medio campo de Roberto Aguirre.
En la temporada 2022-23, firma por la SD Amorebieta de la Primera División RFEF tras una temporada en la SD Logroñés.

## Clubes
| Club                          | País   | Año           |
| ----------------------------- | ------ | ------------- |
| SD Eibar                      | España | 2011 - 2012   |
| CD Elgoibar                   | España | 2012 - 2013   |
| Club Portugalete              | España | 2013 - 2014   |
| Barakaldo CF                  | España | 2014 - 2016   |
| La Hoya Lorca Club de Fútbol  | España | 2016 - 2017   |
| Club Lleida Esportiu          | España | 2017          |
| La Hoya Lorca Club de Fútbol  | España | 2017 - 2018   |
| Unionistas de Salamanca       | España | 2018 - 2019   |
| Real Balompédica Linense      | España | 2019 - 2020   |
| Sociedad Deportiva Leioa      | España | 2020 - 2021   |
| Sociedad Deportiva Logroñés   | España | 2021 - 2022   |
| Sociedad Deportiva Amorebieta | España | 2022 - 2023   |
| Club Deportivo Alcoyano       | España | 2023-presente |